# Rebekka Guðleifsdóttir
Rebekka Guðleifsdóttir (* 25. května 1978) je islandská fotografka, které The Wall Street Journal 29. července 2006 udělil titul "Web's Top Photographer".

## Životopis
Ve věku od 4 do 11 let žila v Gainesville na Floridě. V současné době žije v Hafnarfjörðuru poblíž Reykjavíku na Islandu. Její fotografie na Flickru se objevily v reklamní kampani společnosti Toyota.
Její zveřejněné obrázky na Flickru byly chráněny autorskými právy, ale poté byly prodány třetí stranou bez jejího souhlasu. „Only Dreemin“ prodala 60 výtisků ze sedmi jejích fotografií za více než 2 500 liber. Protestovala s odůvodněním, že na Flickr vložila fotografii s názvem „Only Dreemin“ a nechala si napsat text o nelegálním prodeji, ale Flickr jej odstranil s tím, že uživatelé nemohou „obtěžovat, zneužívat, vydávat se nebo zastrašovat ostatní“. Od té doby vlákno Flickr vrátil online a Guðleifsdóttir obdržela oficiální omluvu.
V roce 2014 vydala knížku Moodscapes. Podrobně popisuje umění zachycování umělecké krajinářské fotografie a představuje snímky v jejím autorském stylu včetně některých autoportrétů.